# Eoperla ochracea
Eoperla ochracea är en bäcksländeart som först beskrevs av Hermann Julius Kolbe 1885.  Eoperla ochracea ingår i släktet Eoperla och familjen jättebäcksländor. Inga underarter finns listade i Catalogue of Life.